# بول كولن
باول كولن (بالفرنسية: Paul Colin)‏‏ (15 مايو 1920 - 20 مارس 2018 ) كاتب، وروائي من فرنسا.

## الجوائز
- جائزة غونكور